# Rhamnus iteinophylla
Rhamnus iteinophylla är en brakvedsväxtart som beskrevs av Camillo Karl Schneider. Rhamnus iteinophylla ingår i släktet getaplar, och familjen brakvedsväxter. Inga underarter finns listade i Catalogue of Life.